# 9e régiment de tirailleurs marocains
Le 9e Régiment de Tirailleurs Marocains ou (9e R.T.M) était un régiment d'infanterie appartenant à l'Armée d'Afrique qui dépendait de l'armée de terre française.

## Création et différentes dénominations
- Le 9e R.T.M créé en 1939.
- Dissous en 1940.
- Le 9e B.T.M créé en 1950.
- Dissous en 1951.
- Le 9e R.T.M créé en 1954.
- Dissous en 1962.

## Drapeau du régiment
Aucune bataille n'est inscrite sur son drapeau.

## Insigne du9eRégiment de Tirailleurs Marocains
Voir les Insignes du 9° R.T.M: infaf.free.fr

## Sources et bibliographie
- Anthony Clayton, Histoire de l'Armée française en Afrique. 1830-1962, éd. Albin Michel, Paris, 1994
- Robert Huré, L'Armée d'Afrique : 1830-1962, éd. Charles-Lavauzelle, Paris, 1977